# Ers
Ers (také Erš, Erz) je oblý zalesněný vrch ležící v okrese Praha-západ v Pražské plošině asi 1 km západně od obce Tursko, nejvyšší bod Turské plošiny. Dosahuje výšky 345 metrů nad mořem.

## Název
Místo vrcholu je poprvé zmiňováno v roce 1622 v rámci záznamu o lesích velkostatku Tursko, kde však místo nenese žádné jméno.
…Nedaleko též vsi (Tursko) jest háj vrchnosti náležející v straně vsi Holubice, v němž roste dubové a lískové dříví...“

Ani o více než 200 let později není v soupise lesních pozemků v Tursku les pojmenovaný, ačkoliv většina ostatních lesů jméno nese. Název Ers je poprvé doložen až v mapě II. vojenského mapování (1810–1866), kde je toto místo označeno jako Háj (Ers), podobný název trigonometrického bodu na stejném místě – Haj (Ers) – uvádí v němčině i mapa z roku 1880. Rozlišovací dodatek je užíván z důvodu, že v okolí existovalo množství lokalit s pomístním jménem háj (Telecí háj, Prostřední háj, Kozinecký háj…).
Z toho je usuzováno, že název Ers byl vytvořen uměle kartografy až v průběhu 19. století. Etymologickou motivací pro toto pojmenování bylo pravděpodobně pojmenování za základě výskytu železité půdy, která se nazývala rez. Tomu napovídá i složení půdy v okolí vrchu, kde se vyskytují spraše a sprašové hlíny okrové (narezlé) barvy.
Od tohoto názvu užíváním ve vazbě ve rzi či pode rzí a následným odsunutím -e v předložce došlo k vytvoření umělého tvaru Erz. Ten byl dále komolen pod vlivem výslovnosti na Ers. V lidovém jazyce bylo slovo rez místy vyslovováno i rež, čímž pravděpodobně došlo k fonetické obměně názvu Erš. Je tedy nutné odmítnout lidové teorie o starším původu názvu opírající se o legendární bitvu na turském poli mezi Čechy a Lučany, kterou zaznamenal mj. Kosmas či Alois Jirásek ve Starých pověstech českých.
Na státní mapách se od 50. let do začátku 60. let 20. století používal název Háj. Od poloviny 60. let se používal název Erš. Naposledy je doložen ve vydání státní mapy 1 : 5 000 z roku 1986. V následujícím vydání státní mapy z roku 1997 je již uveden název Ers.

## Spojka mezi D7 a D8
Do budoucna by měla kolem Ersu vést silnice spojující dálnice D7 a D8, která Ers obkrouží z východu a přiblíží se Holubicím. Samotná stavba by měla začít u Tuchoměřic a končit by měla po přemostění Vltavy před Kralupy u Chvatěrub.

## Proměna
Během 70. a 80. let 20. století na Ersu vyrostly bunkry sloužící jako zázemí 12. protiletadlového raketového pluku na obranu Prahy (tzv. PLRO) vyzbrojené raketami S-124 Něva. V současnosti jsou patrné známky vandalismu, místo jednou za čas navštíví squatteři a byly zde pořádány i techno party.